# Klaus-Dieter Mauer

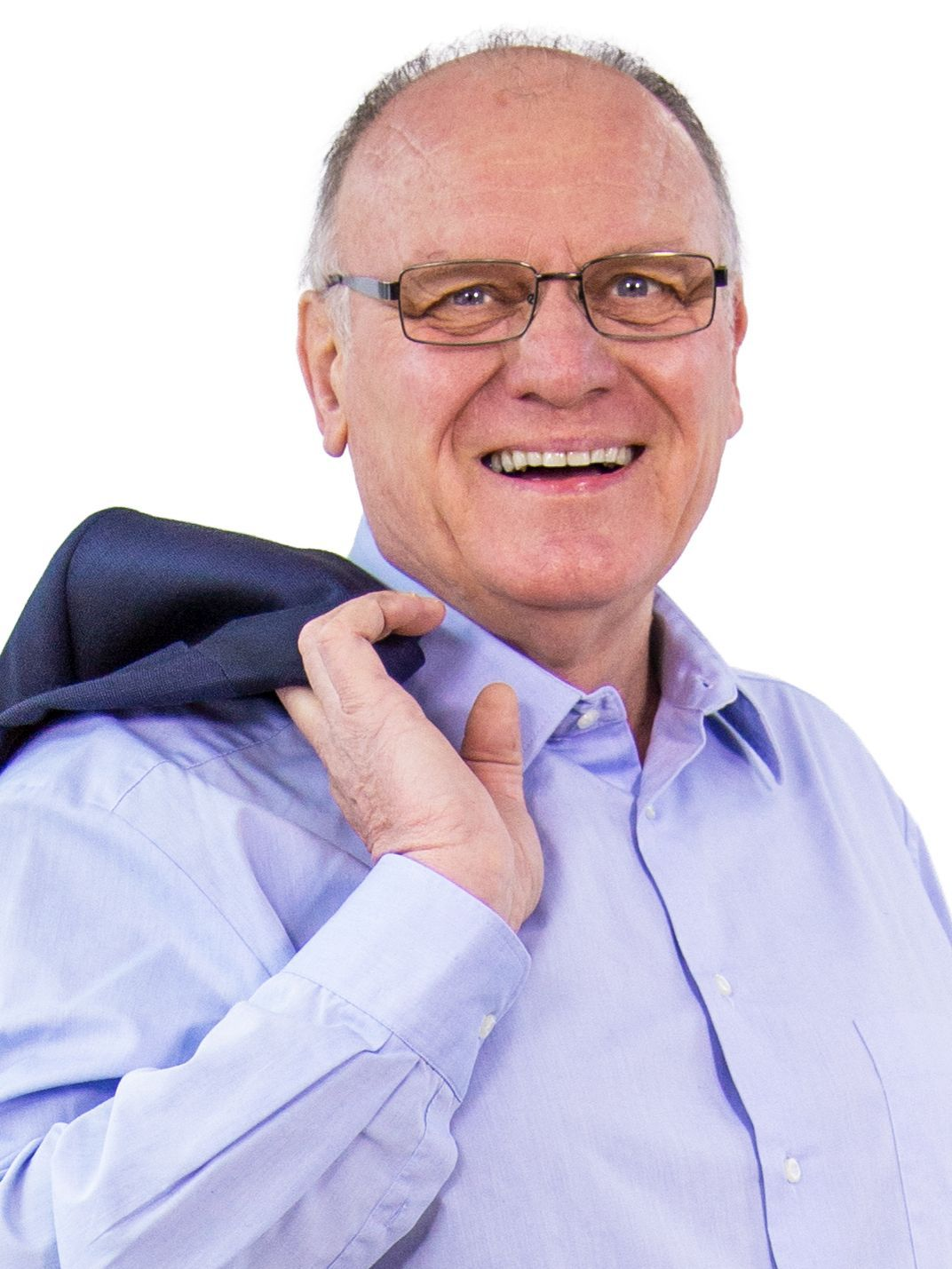
Klaus-Dieter Mauer, 2020

Klaus-Dieter Mauer (* 15. November 1954 in Braunschweig) ist ein deutscher evangelikaler Pastor und Evangelist der Liebenzeller Mission.

## Leben
Nach Abschluss des Abiturs studierte Mauer von 1973 bis 1978 am Theologischen Seminar der Liebenzeller Mission. Nach der Ordination arbeitete er bis 1983 als Gemeinschaftspastor im Bezirk Stuttgart des Liebenzeller Gemeinschaftsverband. Zwischen 1982 und 2010 war er als Reiseevangelist in Berlin, Basel, Flensburg und Salzburg tätig. Innerhalb dieser Zeit war er 18 Jahre lang Leiter der Zeltmission der Liebenzeller Mission und drei Jahre lang Leiter von Liebenzeller Mission International Deutschland (LMI-D). Sein Studium zum „Master of Arts in Missiologie“ schloss er an der Columbia International University in Columbia (South Carolina) ab. Beim Institut für Supervision und Praxisentwicklung der Deutschen Gesellschaft für Coaching in Bielefeld absolvierte er eine Ausbildung zum „Mastercoach“.
Mauer war lange Jahre bis 2013 Vorsitzender des Südwestdeutschen Jugendverbandes „Entschieden für Christus“ und gehört dem Beirat des Vorstandes der Volz Stiftung Bergfriede in Engersch im Rhonetal (Kanton Wallis/Schweiz) an. 2012 war er Redner bei der Deutschen Evangelistenkonferenz in der Bibelkonferenzstätte Langensteinbacher Höhe in Karlsbad-Langensteinbach, zu dessen Vertrauensrat er 2007 bis 2019 zählte. Mauer ist ein gefragter Redner und Referent bei Gottesdiensten, Freizeiten und anderen christlichen Veranstaltungen.
Von 2011 bis 2016 leitete Mauer die Studien- und Lebensgemeinschaft (SLG) der Internationalen Hochschule Liebenzell. Seit Juli 2016 arbeitet er wieder im Evangelisationsdienst der Liebenzeller Mission. Während der Pandemie führte er im April 2020 in Pforzheim alternativ ein evangelistisches „Autokino“ durch. Seit August 2020 ist er im Ruhestand als Evangelist im Ehrenamt tätig.
Klaus-Dieter Mauer ist verheiratet mit Ulrike. Das Paar hat vier Kinder und wohnt in Remchingen.

## Veröffentlichungen
- Was meinst du dazu?. Klare Antworten auf Fragen im Teenageralter, Verlag der Liebenzeller Mission, Bad Liebenzell 1983, ISBN 978-3-880021914.
- Sag es mit Gegenständen; Geistliche Wahrheiten verdeutlichen, in: Alfred Gajan und Kurt Heimbucher: Wenn ihr zusammenkommt, Verlag der Liebenzeller Mission, Bad Liebenzell 1983, ISBN 978-3-88002-184-6.